# 德克薩斯州騎警

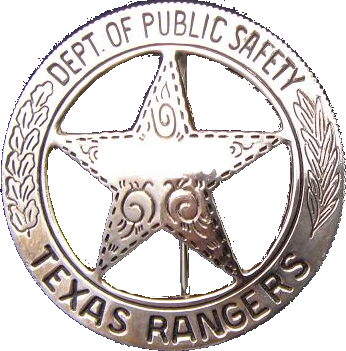
1962年至今的德州騎警司官方徽章

德克薩斯州騎警司（英語：Texas Ranger Division），簡稱德州騎警（Texas Ranger）、德州巡警，德克薩斯州的執法單位，總部位於奧斯汀。其上級機構是德克薩斯州公共安全部。史蒂芬·F·奧斯丁於1823年非正式的創立了這個單位，莫里斯上校為首任隊長。在得克萨斯共和国以及現在的德州州政府中，德州騎警擁有準軍事單位的功能。隨著時代演進，德州騎警除了負責偵辦從謀殺到政治腐敗等案件之外，也負責追查逃犯。此外，它還有防暴警察功能，負責保護德州州政府。

## 歷史
在1832年，被稱為德州之父的史蒂芬·奧斯丁，雇用了十個人，非正式的創立了德州騎警。德州騎警最初成立的目的，是為了保護在墨西哥独立战争後，移居到德州的移民社區，這群人約有600至700人。